# إيف برينر
إيف برينر (بالفرنسية: Ève Brenner)‏ هي مغنية أوبرا فرنسية، ولدت في 11 سبتمبر 1941 في Saint-Chartier ‏ في فرنسا.

## وصلات خارجية
- إيف برينر على موقع IMDb (الإنجليزية)
- إيف برينر على موقع ميوزك برينز (الإنجليزية)
- إيف برينر على موقع ديسكوغز (الإنجليزية)

- الموقع الرسمي